# Rhynchina lithinata
Rhynchina lithinata är en fjärilsart som beskrevs av Alfred Ernest Wileman och Reginald James West 1930.
Rhynchina lithinata ingår i släktet Rhynchina och familjen nattflyn. Inga underarter finns listade.